# Mutilation de morts de guerre japonais par des Américains

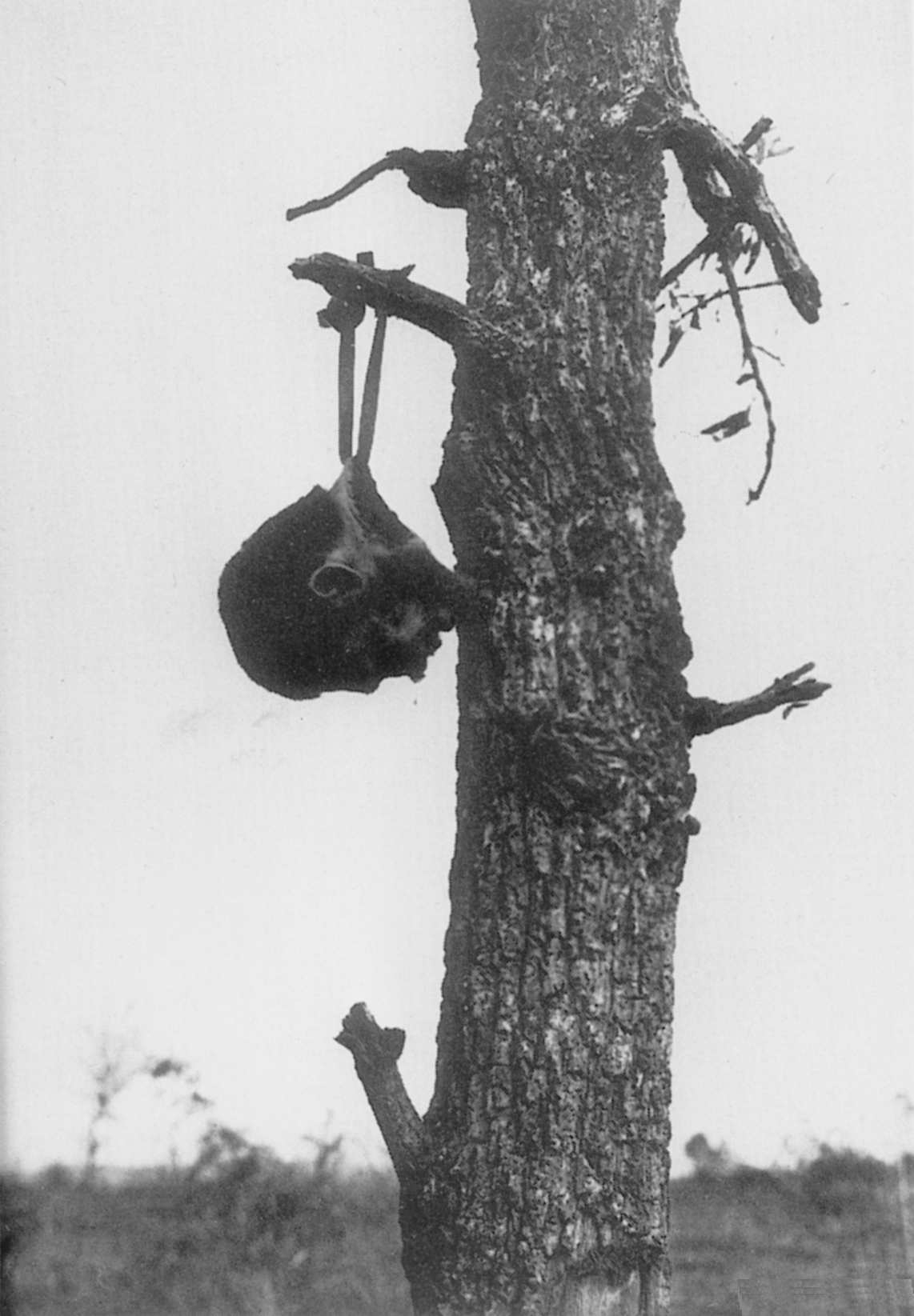
Tête coupée d'un soldat japonais accrochée à une branche d'arbre, sans doute par les troupes américaines (1945),

Durant la Seconde Guerre mondiale, un nombre assez important de membres des forces armées des États-Unis se sont livrés à la mutilation de morts de guerre japonais sur le théâtre du Pacifique.
La mutilation de soldats japonais inclut la prise de parties de corps comme « souvenirs de guerre » et « trophées de guerre ». Dents et crânes étaient les « trophées » les plus communément pris, bien que d'autres parties du corps eussent également été collectées.
Le phénomène de « prise de trophées » était assez répandu pour que la discussion à ce sujet figure en bonne place dans les magazines et les journaux et Franklin Roosevelt lui-même aurait reçu en cadeau, par un membre du Congrès des États-Unis, un coupe-papier fait d'un bras humain (Roosevelt a plus tard ordonné que le don soit renvoyé et exigé qu'il soit dignement inhumé),. Ce comportement est officiellement interdit par l'armée américaine qui publie des directives supplémentaires le condamnant spécifiquement dès 1942. Néanmoins, ce comportement continue tout au long de la guerre dans le Pacifique et aboutit à la découverte régulière de « crânes trophées » de combattants japonais en possession américaine ainsi qu'à des efforts américains et japonais pour rapatrier les restes des morts japonais.

## Prise de trophées

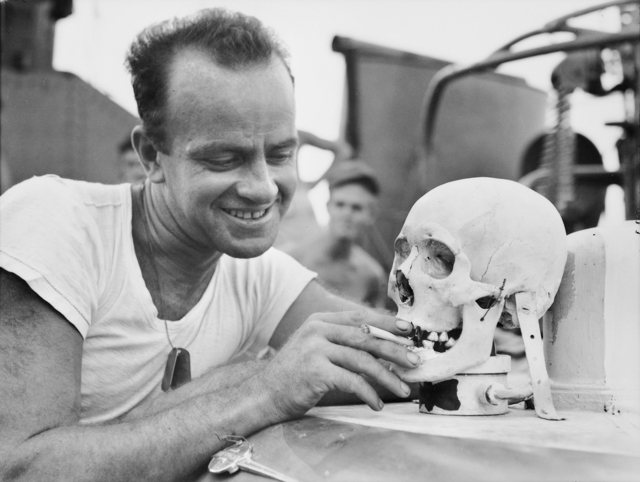
USS PT-341, Alexishafen, Papouasie-Nouvelle-Guinée, 30 avril 1944

Un certain nombre de témoignages de première main, dont ceux de militaires américains impliqués ou témoins des atrocités, témoignent de la prise de « trophées » de cadavres des troupes impériales japonaises dans le théâtre du Pacifique pendant la Seconde Guerre mondiale. Les historiens ont attribué le phénomène à une campagne de déshumanisation des Japonais dans les médias américains, à différents tropes racistes latents dans la société américaine, à la dépravation de la guerre dans des circonstances désespérées, à la cruauté inhumaine des forces impériales japonaises, à un désir de vengeance ou toute combinaison de ces facteurs. La prise de ce qu'on appelle des « trophées » est suffisamment répandue pour qu'en septembre 1942, le commandant en chef de la Flotte du Pacifique déclare qu'« aucune partie du corps de l'ennemi ne peut être utilisée comme souvenir » et que si des militaires américains violent ce principe ils seront l'objet d'« une sévère action disciplinaire ».
Les « crânes trophées » sont les plus notoires des souvenirs. Dents, oreilles et autres parties du corps sont parfois modifiées, par exemple en écrivant sur eux ou en les transformant en accessoires ou autres objets.
Eugene Sledge rapporte quelques cas de ses compagnons marines extrayant les dents en or des Japonais, dont un d'un soldat ennemi encore en vie.

« Mais le Japonais n'était pas mort. Il avait été grièvement blessé dans le dos et ne pouvait pas bouger ses bras sinon il aurait résisté jusqu'à son dernier souffle. La bouche du japonais brillait avec d'énormes dents d'or couronnées et son ravisseur les voulait. Il a posé la pointe de son kabar [couteau de combat] sur la base d'une dent et a frappé la poignée avec la paume de sa main. Parce que le Japonais tapait des pieds et se débattait, la pointe du couteau a ricoché sur la dent et a profondément pénétré dans la bouche de la victime. Le marine l'a maudit et d'un coup a ouvert ses joues d'une oreille à l'autre. Il a mis son pied sur la mâchoire inférieure de la victime et a essayé de nouveau. Le sang coulait de la bouche du soldat. Il a fait un bruit de gargouillis et se débattait sauvagement. Je criai “abrège ses souffrances”. Tout ce que j'ai obtenu pour réponse a été une insulte. Un autre marine a couru, a mis une balle dans le cerveau du soldat ennemi et a mis fin à son agonie. Le charognard a grommelé et continué à extraire tranquillement son butin. »

L'ancien marine Donald Fall attribue la mutilation des cadavres ennemis à la haine et au désir de vengeance :

« Le deuxième jour à Guadalcanal, nous avons capturé un grand bivouac jap avec toutes sortes de bière et de produits... Mais ils ont également trouvé un grand nombre de photos de marines qui avaient été découpés et mutilés à la bataille de l'atoll de Wake. La première chose que vous savez c'est qu'il y a des marines qui se promènent avec des oreilles de Jap collées sur leurs ceintures avec des épingles de sûreté. Ils ont publié un ordre rappelant aux marines que les mutilations étaient une infraction passible de la cour martiale... Vous vous retrouvez avec une sale mentalité au combat. Vous voyez ce qui vous a été fait. Vous trouvez un marine mort que les Japonais ont piégé. Nous avons trouvé des Japonais morts qui ont été piégés. Et ils ont mutilé les morts. Nous avons commencé à descendre à leur niveau. »

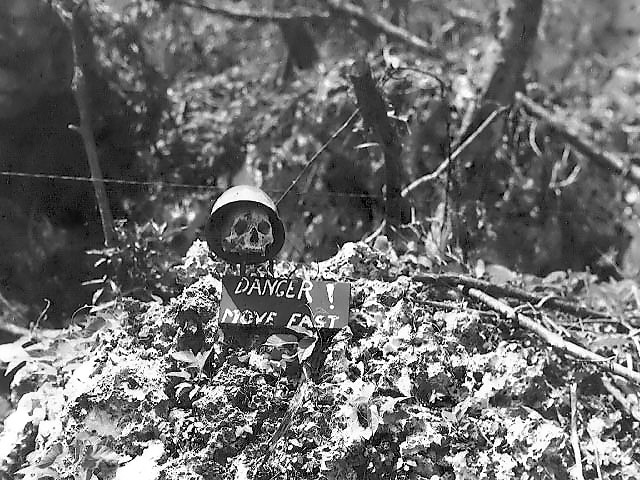
Panneau d'avertissement en première ligne utilisant le crâne d'un soldat japonais à Peleliu

Un autre exemple de mutilation est rapporté par Ore Marion, marine américain qui se souvient :

« Nous avons appris la sauvagerie des Japonais... Mais ces gamins de seize à dix-neuf ans que nous avions sur le canal apprenaient vite... Au lever du jour, deux de nos jeunes, barbus, sales, maigres de faim, légèrement blessés par des baïonnettes, des vêtements usés et déchirés, ont coupé les têtes de trois Jap et les ont bloquées sur des poteaux face “au côté jap”  de la rivière... Le colonel voit les têtes des Jap sur les poteaux et dit : “Putain les gars, que faites-vous ? Vous vous comportez comme des animaux”. Un jeune sale, puant dit : “Exact colonel, nous sommes des animaux. Nous vivons comme des animaux, nous mangeons et sommes traités comme des animaux — nom de Dieu, à quoi vous attendez-vous ?” »

Le 1er février 1943, le magazine Life publie une photographie prise par Ralph Morse pendant la campagne de Guadalcanal montrant une tête coupée de Japonais que des marines américains ont calée en dessous de la tourelle d'un char. Life reçoit immédiatement des lettres de protestation de personnes « stupéfaites que des soldats américains soient capables d'une telle brutalité envers l'ennemi ». Les éditeurs répondent que « la guerre est désagréable, cruelle, inhumaine. Et il est plus dangereux d'oublier sa nature que d'être choqué par des rappels qu'elle l'est ». Cependant, l'image de la tête coupée a généré moins de la moitié de la quantité de lettres de protestation reçues à propos de l'image d'un chat maltraité dans le même numéro du magazine. Des années plus tard, Morse a raconté que lorsque son peloton est venu sur le char portant la tête, le sergent a mis en garde ses hommes de ne pas s'en approcher car elle aurait pu avoir été posée par les Japonais afin de les attirer. Il craignait que les Japonais puissent avoir un tube de mortier dirigé sur eux. Morse rappelle la scène de cette façon : « Tout le monde reste à l'écart dit le sergent, puis il se tourne vers moi. “Toi, dit-il, va prendre ta photo si tu veux puis casse-toi vite fait”. J'y suis donc allé, ai pris mes photos et couru comme un dératé à l'endroit où la patrouille s'était arrêtée ».
En octobre 1943, le haut commandement des États-Unis exprime son inquiétude relativement à de récents articles de journaux, par exemple un évoquant un soldat ayant fait un collier de perles à l'aide de dents de Japonais, ou un autre sur un soldat avec des photos montrant les étapes de la préparation d'un crâne, impliquant cuisson et raclage de têtes de Japonais.
En 1944, le poète américain Winfield Townley Scott travaille comme reporteur au Rhode Island quand un marin montre son « crâne trophée » dans les bureaux du journal. Cela l'amène à composer le poème « Le marin américain avec le crâne japonais », qui décrit une méthode pour la préparation des crânes (la tête est pelée, remorquée dans un filet derrière un bateau pour la nettoyer et la polir et à la fin lavée avec de la soude caustique).
En mai 1944, le magazine illustré à grand tirage Life (l'équivalent de Paris Match) publie une photo dérangeante due à Ralph Crane : une jeune secrétaire, Natalie Nickerson, travaillant pour l'effort de guerre américain, contemple un crâne humain d'un air songeur, référence évidente à une scène célèbre du Hamlet de Shakespeare. La légende précise que son petit ami, un jeune homme engagé sur le front du Pacifique dans les marines, lui a adressé ce cadeau peu banal en remplissant une promesse faite avant de partir au combat : lui envoyer le crâne du premier soldat japonais qu'il aura tué, « parce qu'un bon Japonais est un Japonais mort ». L'article de Life précise que le crâne a été surnommé « Tojo » par la destinataire du cadeau.

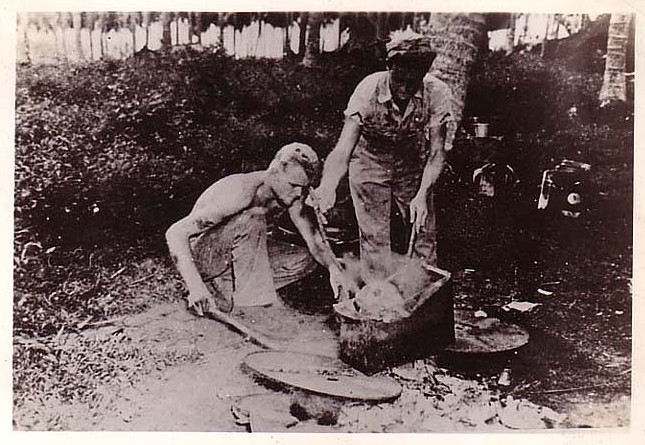
Préparation d'un crâne

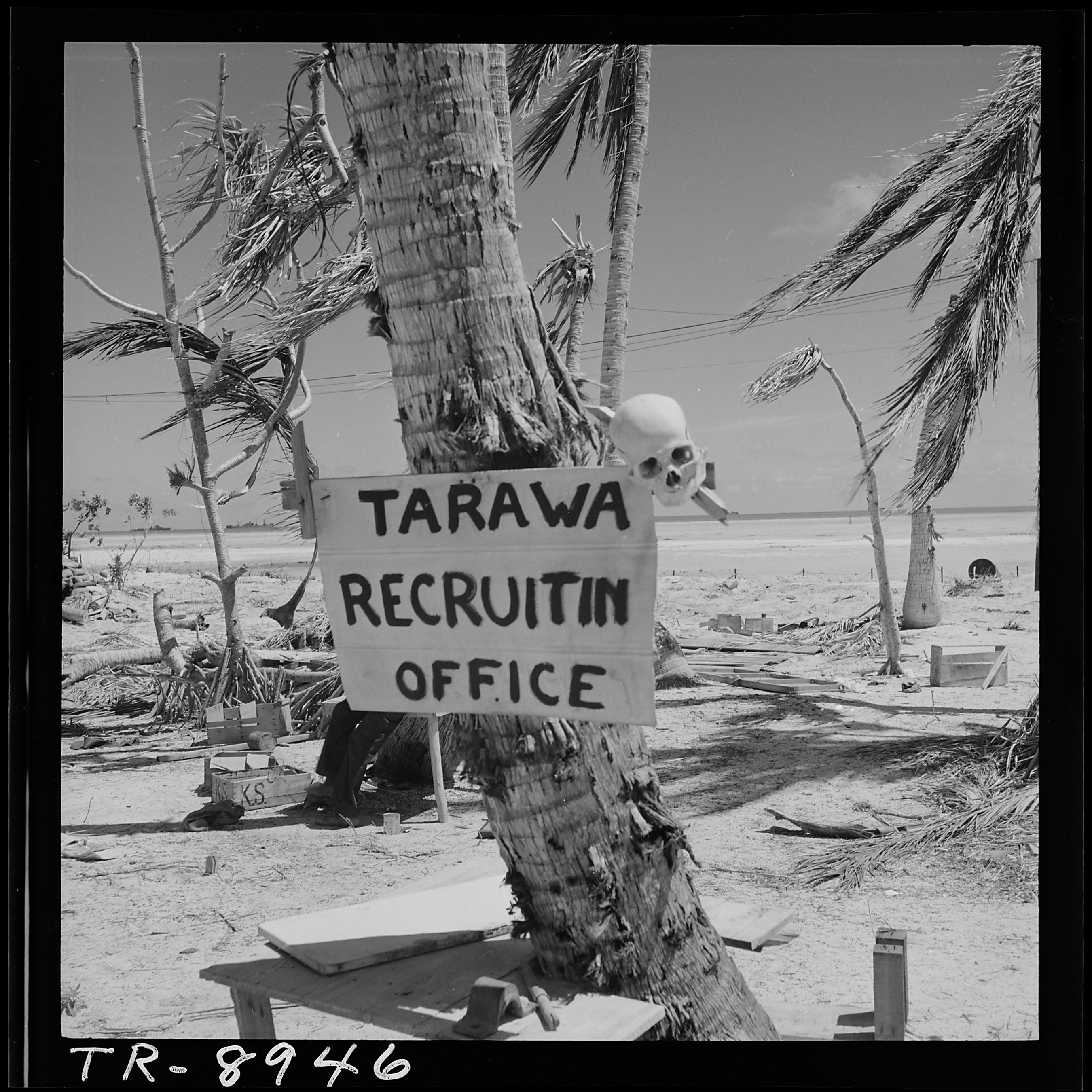
Panneau avec crâne japonais à Tarawa

Charles Lindbergh fait référence dans son journal à plusieurs cas de mutilations. Par exemple, à la date du 14 août 1944, il note une conversation qu'il a eue avec un officier de marine affirmant qu'il avait vu beaucoup de cadavres japonais avec une oreille ou le nez coupés. Dans le cas des crânes cependant, la plupart n'ont pas été collectés à partir de Japonais récemment tués ; la plupart étaient des corps déjà partiellement ou entièrement décomposés à l'état de squelette. Lindbergh a également noté dans son journal ses expériences dans une base aérienne de Nouvelle-Guinée, où selon lui les troupes ont tué les traînards japonais restants « comme une sorte de passe-temps » et souvent utilisé les os de leurs jambes pour tailler des accessoires.

### Étendue des pratiques
Selon Weingartner il est impossible de déterminer le pourcentage de soldats américains qui ont collecté des parties de corps japonais « mais il est clair que cette pratique n'était pas rare ». Selon Harrison, seule une minorité au sein des troupes américaines ont collecté des parties de corps japonais comme des trophées, mais « leur comportement reflète des attitudes qui étaient très largement partagées »,. Selon Dower, la plupart des combattants des États-Unis dans le Pacifique ne se livraient pas à la « chasse aux souvenirs » de parties de corps. La majorité avait une certaine connaissance que ces pratiques avaient lieu cependant « et les acceptait comme inévitables dans les circonstances ». La fréquence des collectes par les soldats de parties de corps japonais « a eu lieu sur une échelle assez grande pour préoccuper les autorités militaires alliées tout au long du conflit et a été largement rapportée et commentée dans la presse en temps de guerre américaine et japonaise ». Le degré d'acceptation de la pratique varie entre les unités. La prise de dents est généralement admise par les hommes de troupe ainsi que par les officiers, alors que l'acceptation de la prise d'autres parties du corps varie considérablement. Selon l'expérience d'un militaire devenu auteur, Weinstein, la possession de crânes et de dents était une pratique répandue.
Interrogés par des enquêteurs, d'anciens militaires rapportent que la pratique de la prise de dents en or des morts — et parfois aussi des vivants — était généralisée.
Il existe un certain désaccord entre historiens sur ce qu'étaient les formes les plus courantes de « chasse au trophée » entreprise par les militaires américains. John W. Dower indique que les oreilles étaient la forme la plus commune de trophées et que les crânes et les os étaient moins fréquemment récoltés. En particulier, il affirme que les « crânes n'étaient pas des trophées populaires » car ils étaient difficiles à transporter et le processus pour retirer la chair était choquant. Ce point de vue est soutenu par Simon Harrison. En revanche, Niall Ferguson signale que « bouillir les chairs des crânes ennemis [japonais] pour en faire des souvenirs n'était pas une pratique rare. Les oreilles, les os et les dents étaient également collectés ».
La collection de parties de corps de Japonais commence très tôt lors de la campagne, ce qui entraîne un ordre de septembre 1942 relatif à des mesures disciplinaires contre cette prise de souvenirs. Harrison conclut que puisque c'était la première véritable occasion de prendre de pareils objets (la bataille de Guadalcanal), « de toute évidence, la collection de parties de corps sur une échelle assez grande pour préoccuper les autorités militaires avait commencé dès la première rencontre avec des Japonais morts ou vivants ». Lorsque Charles Lindbergh a traversé la douane à Hawaï en 1944, l'une des questions auxquelles il a dû répondre était de savoir si oui ou non il transportait des os. Il lui a été dit après qu'il eut exprimé sa surprise à cette question que c'était devenu un point de routine. Cela en raison de la grande quantité d'« os souvenirs » découverts aux douanes, y compris des crânes « verts »(non affinés).
En 1984, les restes de soldats japonais ont été rapatriés des îles Mariannes. Pour environ 60% d'entre eux, leur crâne manquait. De même, il a été rapporté que la plupart des restes de Japonais sur Iwo Jima étaient dépourvus de crânes. Il est possible que la collection de souvenirs de restes humains s'est poursuivie également dans la période d'après-guerre.

### Contexte
Selon Simon Harrison, tous les « crânes trophées » de l'époque de la Seconde Guerre mondiale dans les dossiers légistes aux États-Unis imputables à une origine ethnique sont d'origine japonaise ; aucun ne vient d'Europe. (Une exception apparemment rare à cette règle est le cas d'un soldat allemand scalpé par un soldat américain, faussement attribué à une coutume tribale des Winnebagos. Des films tournés par le Special Film Project 186 près de Prague en Tchécoslovaquie le 8 mai 1945 montre un char M4 Sherman auquel sont attachés un crâne et des os. Des crânes de la Seconde Guerre mondiale ainsi que de la guerre du Vietnam continuent de faire surface aux États-Unis, parfois retournés par d'anciens militaires ou membres de leur famille ou découverts par la police. Selon Harrison, contrairement à la situation dans les sociétés habituelles de chasseurs de têtes, les trophées ne correspondent pas aux coutumes de la société américaine. Alors que la prise de ces objets était acceptée par la société à l'époque, après la guerre, lorsque les Japonais avec le temps ont été considérés de nouveau comme pleinement humains, ces objets ont été généralement jugés comme inacceptables et impropres à l'exposition. Aussi, avec le temps, leur nature et la pratique qui les avait générés ont été largement oubliées.
Des soldats australiens ont aussi parfois mutilé des corps japonais, le plus souvent en prenant des dents en or des cadavres. Cette pratique a été officiellement découragée par l'Armée australienne. Johnson indique qu'« on peut dire que la cupidité plutôt que la haine était le motif » de ce comportement, mais qu'« était également présent un total mépris pour l'ennemi ». Les Australiens sont également connus pour avoir pris les dents en or de cadavres allemands, « mais la pratique était évidemment plus commune dans le Sud-Ouest du Pacifique ». « La grande majorité des Australiens trouvait un tel comportement clairement odieux » mais « certains des soldats impliqués n'étaient pas des “cas difficiles” ». Selon Johnston, le « comportement exceptionnellement criminel » de soldats australiens envers leurs adversaires japonais (comme tuer des prisonniers) a été causé par le racisme, un manque de compréhension de la culture militaire japonaise et, plus important encore, un désir de se venger de l'assassinat et de la mutilation de prisonniers australiens et indigènes de Nouvelle-Guinée durant la bataille de la baie de Milne et les batailles suivantes.
Il existe des cas documentés de soldats britanniques retirant des dents en or et exposant des crânes japonais comme trophées lors de la campagne de Birmanie.

## Motifs

### Déshumanisation

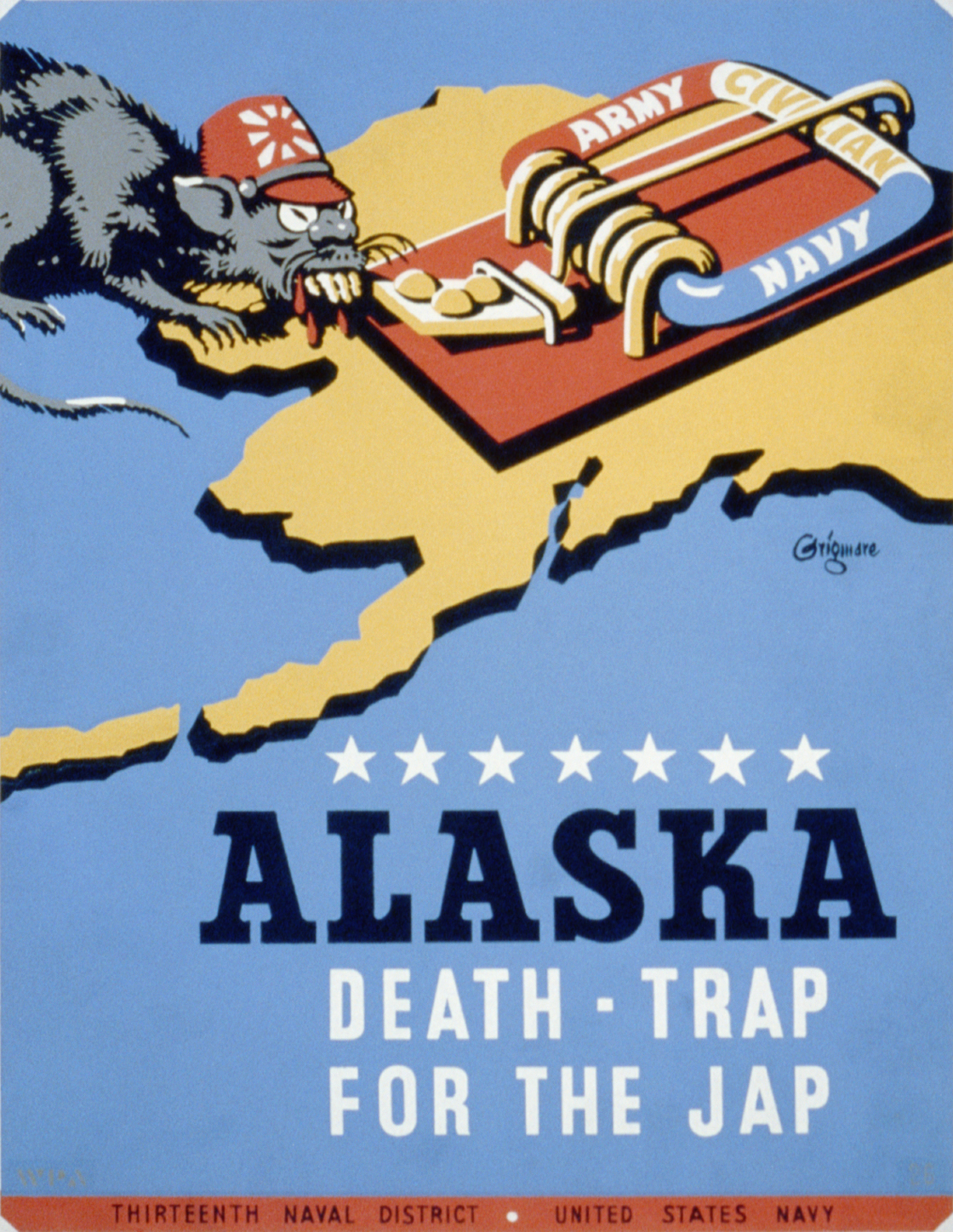
Affiche de la Seconde Guerre mondiale représentant un soldat japonais sous forme de rat.

L'opinion est largement répandue aux États-Unis que les Japonais sont des sous-hommes,. Il y a aussi évidemment de la colère populaire en réaction à l'attaque japonaise surprise de Pearl Harbor qui amplifie les préjugés raciaux d'avant-guerre. Les médias américains aident à propager ce point de vue relatif aux Japonais en les qualifiant par exemple de « vermine jaune ». Dans un film officiel de l'United States Navy, les troupes japonaises sont décrites comme des « rats vivants hargneux ». Le mélange de racisme américain sous-jacent, appuyé par la propagande de guerre américaine, la haine causée par la guerre d'agression japonaise ainsi que les atrocités japonaises réelles et inventées, conduisent à une répugnance généralisée vis-à-vis des Japonais. Et même s'il y a des objections à la mutilation parmi d'autres juristes militaires, « pour de nombreux Américains l'adversaire japonais n'est qu'un animal et la profanation de ses restes n'emporte pas de stigmatisation morale ».
Selon Niall Ferguson, « Pour l'historien qui s'est spécialisé dans l'histoire allemande, ceci est l'un des aspects les plus troublants de la Seconde Guerre mondiale : le fait que les troupes alliées considèrent souvent les Japonais de la même façon que les Allemands considéraient les Russes comme des Untermenschen ». Étant donné que les Japonais étaient considérés comme des animaux, il n'est pas étonnant que leurs restes aient été traités de la même manière que des restes d'animaux.
Dans son article « trophées de crâne de la guerre du Pacifique: objets transgressifs du souvenir », Simon Harrison arrive à la conclusion que la minorité de militaires américains qui ont collecté des crânes japonais l'ont fait parce qu'ils provenaient d'une société qui plaçait beaucoup de valeur sur la chasse comme symbole de masculinité, combiné avec une déshumanisation de l'ennemi.
Le correspondant de guerre Ernie Pyle, lors d'une séjour à Saipan après l'invasion, rapporte que les hommes qui ont combattu les Japonais ne souscrivaient en fait pas à la propagande de guerre : « Soldats et marines m'ont raconté des dizaines d'histoires sur la façon dont les Japonais sont résistants mais aussi stupides ; combien ils sont illogiques et pourtant parfois étrangement intelligents ; comment il est facile de les mettre en déroute lorsqu'ils sont désorganisés mais combien ils sont courageux... Pour autant que je peux voir, nos hommes n'ont pas plus peur des Japonais qu'ils n'ont peur des Allemands. Ils ont peur d'eux comme un soldat moderne a peur de son ennemi, mais non pas parce qu'ils sont insaisissables ou semblables à des rats mais tout simplement parce qu'ils ont des armes et tirent sur eux comme de bons et durs soldats ».

### Abrutissement
Certains auteurs et anciens combattants affirment que les trophées de parties du corps et la prise de souvenir étaient un effet secondaire des effets abrutissants d'une dure campagne.
Harrison fait valoir que si l'abrutissement peut en partie être la cause des mutilations, cette explication ne rend pas compte des militaires qui déjà avant d'être expédiés sur le théâtre du Pacifique proclament leur intention d'acquérir ces objets. Selon Harrison, cela n'explique pas non plus les nombreux cas de militaires qui collectent ces objets comme cadeaux pour des proches au pays. Harrison conclut qu'il n'y a aucune preuve que le soldat moyen qui collecte ce type de souvenirs souffre de « trouble comportemental de guerre ». Ce sont des hommes normaux qui estiment que c'est ce que leurs proches attendent qu'ils leur rapportent. Des crânes sont parfois également recueillis comme souvenirs par du personnel non combattants.
Une jeune recrue des marines, arrivée à Saipan avec son copain Al en 1944 après que l'île a été sécurisée, fournit un témoignage oculaire. Après un bref échange de tirs la veille, lui et un petit groupe d'autres marines trouvent le corps d'un retardataire qui s'est apparemment suicidé d'une balle :

« Je pense que le mort japonais était âgé d'environ quatorze ans seulement et là, il était mort. Mes pensées se sont tournées vers une certaine mère au Japon qui apprendrait que son fils avait été tué à la bataille. Puis l'un des marines, qui je l'ai appris plus tard avait participé à d'autres campagnes, a tendu la main et saisi brutalement le soldat japonais par la ceinture et déchiré sa chemise. Quelqu'un a dit « Que cherches-tu? » et il a répondu « Je cherche une ceinture d'argent. Les Japonais portent toujours des ceintures d'argent ». Eh bien, ce Jap n'en avait pas. Un autre ancien marine a vu que le soldat mort avait des dents en or, il a pris la crosse de son fusil et lui a frappé la mâchoire dans l'espoir d'extraire les dents en or. Qu'il y soit parvenu ou pas, je ne sais parce qu'à ce moment-là je me suis retourné et me suis éloigné. Je suis allé là où je pensais que personne ne me verrait et me suis assis. Bien que mes yeux étaient secs, à l'intérieur mon cœur était ravagé, pas de voir le soldat mort mais de voir la façon dont certains de mes camarades avaient traité ce cadavre. Cela me perturbait beaucoup. Très vite, Al est venu et s'est assis à côté de moi et a mis son bras autour de mon épaule. Il savait ce que je ressentais. Quand je me suis retourné pour regarder Al, des larmes coulaient sur son visage. »

### Revanche

La nouvelle de la marche de la mort de Bataan provoque l'indignation aux États-Unis comme le montre cette affiche de propagande

Bergerud écrit que l'hostilité des troupes américaines à l'égard de leurs adversaires japonais provient en grande partie d'incidents au cours desquels des soldats japonais ont commis des crimes de guerre contre les Américains comme la marche de la mort de Bataan et d'autres incidents causés par des soldats. Bergerud précise par exemple que les marines américains à Guadacanal savaient que les Japonais avaient décapité certains de leurs camarades capturés sur l'atoll de Wake avant le début de la campagne. Toutefois, ce genre d'information n'a pas nécessairement entraîné des mutilations de vengeance. Un marine indique qu'ils pensaient à tort que les Japonais n'avaient pas fait de prisonniers sur l'atoll de Wake et donc pour se venger, ils ont tué tous les Japonais qui essayaient de se rendre (voir aussi Crimes de guerre des Alliés durant la Seconde Guerre mondiale)
Le premier compte-rendu de troupes américaines portant des oreilles de cadavres japonais rapporte Bargerud, a eu lieu, selon un marine, le deuxième jour de la campagne de Guadalcanal en août 1942 et s'est produit après que des photos de corps mutilés de marines ont été trouvées sur l'atoll de Wake dans les effets personnels d'ingénieurs japonais. Le récit du même marine indique également que les troupes japonaises ont piégé certains de leurs morts ainsi que des marines morts et également mutilé des cadavres ; l'effet sur les marines étant « Nous avons commencé à descendre à leur niveau ». Selon Bradley A. Thayer, se référant à Bergerud et à des entretiens menés par ce dernier, le comportement des soldats américains et australiens a été affecté par une « peur intense, doublée d'un violent désir de vengeance ».
Weingartner écrit cependant que les marines américains avaient l'intention de prendre des dents en or et de se faire des souvenirs d'oreilles de Japonais alors qu'ils étaient déjà en route pour Guadalcanal.

### Souvenirs et troc
Les facteurs pertinents pour justifier la collection de parties de corps sont leur valeur économique, le désir à la fois des « gens à la maison » qui veulent un souvenir et des militaires eux-mêmes d'un souvenir quand ils seront rentrés chez eux.
Certains des os souvenirs collectés ont été modifiés, transformés par exemple en coupe-papier et constituent peut être une extension de l'artisanat de tranchée.
Des photos montrant « la préparation et le grattage » de têtes de Japonais ont peut-être fait partie du grand ensemble de photographies de Guadalcanal vendues aux marins qui circulaient sur la côte ouest des États-Unis. Selon Paul Fussel, les photos montrant ce type d'activité, à savoir l'ébouillantage de têtes humaines « ont été prises (et destinées à être conservées à vie) parce que les marines étaient fiers de leur réussite ».
Selon Weingartner, certains des marines qui étaient sur le point de prendre part à la campagne de Guadalcanal
avaient déjà hâte, pendant leur transport, de récolter des dents en or de Japonais pour en faire des colliers et de conserver des oreilles de Japonais comme souvenirs.
Dans de nombreux cas (et inexplicable par les conditions du champ de bataille) les parties du corps ne sont pas collectées pour l'usage de celui qui les récupère mais sont plutôt destinées comme cadeaux à la famille et aux amis aux États-Unis. Dans certains cas, à la suite de demandes spécifiques de chez eux. Les journaux rapportent des cas comme celui d'une mère qui demande à son fils la permission de lui envoyer une oreille ou celle d'un aumônier corrompu à qui il est promis par un mineur « la troisième paire d'oreilles qu'il recueillera ». Un exemple plus connu de ces militaires partis au combat en prévoyant déjà d'envoyer un trophée à la maison est l'« image de la semaine » de Life Magazine dont la légende commente :
« Quand il a dit au revoir il y a deux ans à Natalie Nickerson, 20 ans, travailleuse de guerre à Phoenix en Arizona, un grand et beau lieutenant de la marine lui avait promis un Jap. La semaine dernière, Natalie a reçu un crâne humain dédicacé par son lieutenant et 13 amis ».
Un autre exemple de ce genre de presse est le magazine Yank qui au début de 1943 publie un dessin montrant les parents d'un soldat recevant une paire d'oreilles de la part de leur fils. En 1942, Alan Lomax enregistre une chanson de blues où un soldat noir promet d'envoyer à son enfant un crâne japonais et une dent. Harrison fait également mention du membre du Congrès qui a offert au président Roosevelt un coupe-papier sculpté en os comme exemples de la gamme sociale de ces attitudes.
Un commerce parfois a lieu avec ces articles tels que « Des membres des bataillons de construction navale stationnés à Guadalcanal vendent des crânes japonais à des membres de la marine marchande », comme indiqué dans un rapport de renseignement allié du début 1944. Parfois, les dents (en particulier les dents d'or moins communes) sont également considérées comme une marchandise.

## Réaction américaine
« De sévères mesures disciplinaires » contre la prise de restes humains comme souvenirs sont ordonnées par le commandant en chef de la Flotte du Pacifique dès septembre 1942. En octobre 1943, le général George C. Marshall transmet par radio au général Douglas MacArthur « son inquiétude sur les rapports actuels d'atrocités commises par des soldats américains ». En janvier 1944, le Joint Chiefs of Staff émet une directive contre la prise de parties du corps de Japonais. Simon Harrison écrit que les directives de ce type peuvent avoir été efficaces dans certains secteurs « mais elles semblent n'avoir été mises en œuvre que partiellement et inégalement par les commandants locaux ».
Le 22 mai 1944, Life Magazine publie une photo d'une jeune fille américaine avec un crâne japonais que lui a envoyé son petit ami officier de marine. Les lettres que Life reçoit de ses lecteurs en réaction à la photo la « condamnent dans leur écrasante majorité » et l'armée demande à son Bureau des relations publiques d'informer les éditeurs américains que « la publication de ces histoires est de nature à encourager l'ennemi à prendre des représailles contre les morts et les prisonniers de guerre américains ». L'officier subalterne qui a envoyé le crâne est également retrouvé et officiellement réprimandé. Cela est fait à contrecœur cependant et la punition n'est pas sévère.
La photo de Life conduit également l'armée américaine à prendre des mesures supplémentaires contre la mutilation des cadavres japonais. Dans un mémorandum en date du 13 juin 1944, le JAG militaire affirme que « ces pratiques atroces et brutales », en plus d'être répugnantes, constituent également une violation des lois de la guerre et recommande la distribution à tous les commandants d'une directive soulignant que « la maltraitance des morts de guerre de l'ennemi est une violation flagrante de la Convention de Genève de 1929 pour l'amélioration du sort des blessés et des malades qui dispose que : « Après chaque combat, l'occupant du champ de bataille prend des mesures pour rechercher les blessés et les morts et les protéger contre le pillage et les mauvais traitements ». Ces pratiques sont en outre également en violation des règles coutumières non écrites de la guerre sur terre et pourraient conduire à la peine de mort. Le JAG de la Navy reprend cette opinion une semaine plus tard et ajoute également que « la conduite atroce dont certains militaires américains sont coupables pourrait conduire à des représailles par les Japonais qui serait justifiées par le droit international ».
Le 13 juin 1944, la presse rapporte qu'il a été offert au président Roosevelt un coupe-papier fait de l'os d'un bras d'un soldat japonais par Francis E. Walter (en), membre démocrate du Congrès. Le président a déclaré : « C'est le genre de cadeau que j'aime à recevoir » et « Il y aura encore plus de ces cadeaux »,. Plusieurs semaines plus tard, il est indiqué que le « cadeau » a été rendu avec pour explication que le président ne voulait pas ce type d'objet et a recommandé qu'il soit enterré à la place. Ce faisant, Roosevelt a agi en réponse aux préoccupations exprimées par les autorités militaires et certaines de la population civile, dont les dirigeants religieux.
En octobre 1944, Henry St. George Tucker (en), évêque président de l'Église épiscopalienne des États-Unis, publie une déclaration qui déplore « ces actes isolés de profanation à l'égard des corps des soldats japonais tués et fait appel aux soldats américains en tant que groupe afin de décourager de telles actions »,.

## Réaction japonaise
La nouvelle que le président Roosevelt a reçu d'un membre du Congrès un coupe-papier fait dans un os d'un Japonais est largement rapportée au Japon. Les Américains sont présentés comme « dérangés, primitifs, racistes et inhumains ». Cette information est aggravée par la publication de la précédente « image de la semaine » du magazine Life le 22 mai 1944 qui représente une jeune femme avec un « crâne trophée ». Edwin Palmer Hoyt dans Japan’s War: The Great Pacific Conflict fait valoir que le rapport par deux médias américains de l'envoi de crânes et d'ossements japonais aux États-Unis est exploité de façon très efficace par la propagande japonaise. Ce fait couplé à la religion shinto qui place une valeur émotionnelle beaucoup plus importante sur le traitement des restes humains, contribue à la préférence pour la mort par rapport à la capitulation et à l'occupation comme le montrent par exemple les suicides en masse de civils à Saipan et Okinawa après le débarquement des Alliés,. Selon Hoyt, « l'idée du crâne d'un soldat japonais devenu un cendrier américain est aussi horrible à Tokyo que l'idée d'un prisonnier américain utilisé pour la pratique de la baïonnette l'est à New York ».

## Pour en savoir davantage
- Paul Fussell Wartime: Understanding and Behavior in the Second World War
- Bourke An Intimate History of Killing (pages 37–43)
- Fussel Thank God for the Atom Bomb and other essays (pages 45–52)
- Aldrich The Faraway War: Personal diaries of the Second World War in Asia and the Pacific
- Edwin P. Hoyt, Japan's War : The Great Pacific Conflict, Londres, Arrow Books, 1987 (ISBN 0-09-963500-3)
- Charles Lindbergh, The Wartime Journals of Charles A. Lindbergh, Harcourt Brace Jovanovich, Inc., 1970 (ISBN 0-15-194625-6, lire en ligne)

## Source de la traduction
- (en) Cet article est partiellement ou en totalité issu de l’article de Wikipédia en anglais intitulé « American mutilation of Japanese war dead » (voir la liste des auteurs).